# José Luis Margotón
José Luis Margotón (n. Miguelturra, Ciudad Real) es un escritor y director de cine español.

## Biografía
Jefe de circulación de RENFE y más tarde de ADIF, trabajó en Valencia, Albacete, Zaragoza y Ciudad Real. Fue fundador, junto al escritor Francisco Chaves Guzmán y con los escritores Carlos Cezón y Ángel Romera y el pintor y cartelista Francisco Carrión, del grupo cultural La Fragua de Ciudad Real. Su cine, que halla su fuente en el de Luis Buñuel, Carlos Saura y Federico Fellini, consta de 15 películas, entre cortometrajes, mediometrajes y largometrajes. En la parte literaria cabe destacar su novela "La Crisálida" (2004) y recientemente ha publicado en EPUB "Cultura, trabajo y vainilla" (2022) título con el que ha denominado a su autobiografía. En 2023 publicó "Alienígenas salvajes", una novela a medio camino entre la ciencia ficción y la realidad más actual, y a finales de 2024 lo ha hecho con la segunda parte de esta, a la que ha titulado "El hijo del tiempo".

## Obras

### Filmografía
- Criminal.  Cortometraje 1997
- Historia del amor podrido. Cortometraje 1998
- El armario.  Mediometraje 2000
- Pan y nodo. Cortometraje 2001
- Uñas de escolopendra.  Cortometraje 2006.
- Pitos y flautas. Cortometraje 2006
- Miguel, un canto de libertad. Cortometraje documental 2007
- Pablo, amor y compromiso. Cortometraje documental 2007
- Federico, de la raíz a la muerte. Cortometraje documental 2007
- La crisálida , Largometraje, 2007. Adaptación de su novela "La crisálida", codirigido con Alvar Vielsa.
- Ensayo general. Largometraje, 2008. Adaptación cinematográfica de la obra teatral "Ensayo General" de Francisco Chaves,

y premio de la Diputación Provincial de Ciudad Real al mejor largometraje en la primera edición (2009) del FECICAM
- Granate oscuro. Mediometraje. 2009
- Amor, cuentos y mentiras. Largometraje. 2009
- Número 15. Cortometraje. 2010

### Narrativa
- La crisálida, Málaga: Corona del Sur, 2004. (Segunda edición en 2006)
- Cultura, trabajo y vainilla. Autobiografía publicada en EPUB. 2022
- Alienígenas salvajes. Novela, 2023.
- El hijo del tiempo. Novela, 2024 (Segunda parte de Alienígenas salvajes)

- Datos: Q5941454